# خالد الرزی
خالد الرزی (انگلیسی: Khaled Al-Rezzi؛ زادهٔ ۱۳ مهٔ ۱۹۹۶) یک بازیکن فوتبال است.